# Campeonato Europeu de Beisebol de 1997
O Campeonato Europeu de Beisebol de 1997 foi a 25º edição do principal torneio entre seleções nacionais de beisebol da Europa. A campeã foi a Seleção Italiana de Beisebol, que conquistou seu 8º título na história da competição. O torneio foi sediado na França.